# Nogajska horda
Nogajska horda je bila konfederacija, ki so jo sredi 15. stoletja ustanovili Nogajci v  Pontsko-kaspijski stepi. V 17. stoletju so jih na zahod potisnili Kalmiki in na jug Rusi. Jedro Nogajske horde je tvorilo mongolsko pleme Mangitov. 
V 13. stoletju je vladar Zlate horde Nogaj kan, prek Džočija neposredni potomec Džingiskana, organiziral vojsko Mangitov, ki so se ji pridružila številna turška plemena. Stoletje pozneje je Nogajce vodil Edigej, po očetovi strani Mangit in po materi Džočid, ki je ustanovil Nogajsko dinastijo.
Leta 1557 se je Nogajec Nur-al-Din Kazi Mirza sprl z Ismael Begom in v stepi Severnega Kavkaza ustanovil Malo Nogajsko hordo. Nogajci severno od Kaspijskega jezera so se zatem imenovali Velika Nogajska Horda. V zgodnjem 17. stoletju se je horda še bolj razdrobila zaradi napadov Kalmikov.
Nogajci severno od Črnega morja so bili nominalno podrejeni Krimskemu kanatu in ne Nogajskemu begu. Razdeljeni so bili v naslednje skupine: Budžak (od Donave do Dnestra), Jedisan (od Dnestra do Buga), Džambojluk (od Buga do Krima), Jedidžkul (severno od Krima) in Kuban. Zlasti Jedisani so omenjeni kot posebna skupina in na različnih lokacijah.

## Družba
Obstajali sta dve skupini Nogajcev: tisti severno od Kaspijskega jezera pod svojim begom (voditeljem) in tisti severno od Črnega morja, ki so bili nominalno podrejeni krimskemu kanu. Prvo skupino so okoli leta 1632 razbili Kalmiki, druga pa je delila usodo Krimskega kanata. 
Nogajski jezik je bil oblika kipčaške turščine. Jezike iz iste jezikovne skupine so govorili sosednji Kazahi, Baškirji ter Krimski in Volški Tatari. Uradno so bili muslimani, vendar so bile njihove verske institucije slabo razvite. 
Bili so pastirski nomadi, ki so pasli ovce, konje in kamele. Zunanje dobrine so pridobili s trgovanjem, večinoma s konji in sužnji, plenjenjem in davki. Ob reki Ural je bilo nekaj podložnih kmetov. Eden glavnih virov zaslužka Nogajcev je bil lov na sužnje, ki so jih prodajali na Krimu in v Buhari. Pomembni so bili tudi lov, ribolov, davki trgovskih karavan in sezonsko kmetovanje, ki je slabo dokumentirano. 
Osnovna družbena enota je bil polavtonomni ulus ali klan. Aristokrati so se imenovali mirza, vladar pa beg. Glavno mesto in hkrati zimsko taborišče je bil Sarajčik, karavansko mesto ob spodnjem Uralu. Od leta 1537 se je drugi po rangu imenoval nur-al-din. To je bil običajno begov sin ali mlajši brat in pričakovani naslednik. Nur-al-din je vladal na desnem bregu Volge. Od leta 1560 je obstajal tudi drugi nur-al-din, ki je bil nekakšen vojaški poveljnik. Tretji po rangu je bil kejkuvat, ki je vlada v porečju Embe. 
Politična organizacija ni bila toga in je bila zelo odvisna od osebnega prestiža, saj so se Nogajci kot nomadi lahko preprosto oddaljili od voditelja, ki jim ni bil všeč. Pretepanje in ropanje veleposlanikov in trgovcev je bilo nekaj običajnega. Prav tako kraja konj, ki je bila pomemben del družbenega in gospodarskega življenja v stepi. Begi in mirze so se pogosto razglašali za vazale neke zunanje sile, vendar takšne izjave niso imele velikega pomena. 

## Suženjstvo in roparski pohodi
Nogajska horda in Krimski kanat sta skupaj  napadala naselja v Rusiji, Ukrajini, Moldaviji, Romuniji in na Poljskem. Lov na sužnje so imenovali "žetev  stepe". Samo v Podolju je bila med letoma 1578 in 1583 uničena ali zapuščena približno tretjina vseh vasi. Nekateri raziskovalci ocenjujejo, da je bilo v času Krimskega kanata skupno ujetih in zasužnjenih več kot 3 milijone ljudi.

## Zgodovina
Sodeč po pisnih virih so Nogajci sredi 15. stoletja dosegli srednji tok Sir Darje in zavzeli utrjena mesta. Leta 1446, na primer, je bil vladar mesta Uzgen na levem bregu Sir Darje Edigejev vnuk Okaz beg. Pomembno vlogo v političnem življenju vzhodne Kumanije sta v 15. stoletju igrala Edigejeva potomca Musa beg in Jamgurči beg. 
Leta 1496 so sibirski Nogajci organizirali pohod na Kazan. 
Na začetku 16. stoletja je zaradi nenehnih notranjih spopadov Nogajska horda začela propadati. Moč kanov je močno oslabela. Leta 1520 je kazahstanski kan Kasim zavzel Sarajčik, glavno mesto Nogajske horde. 
Leta 1534 je Moskovska velika kneževina poslala v hordo Danila Gubina, ki je o svojih opažanjih poročal Ivanu Groznemu. 
V prvi polovici 1550. let je zaradi triletne suše in ostrih zim poginila vsa živina in med Nogajci so se začeli medsebojni boji. Sledila je epidemija kuge, v kateri je umrlo do 40-50% prebivalstva in Nogajci so se začeli preseljevati na severni Kavkaz. 
Leta 1546 se je 10.000-glava nogajska vojska pod poveljstvom Alija mirze odpravila na pohod proti Krimskemu kanatu, da bi se krimskemu kanu Sahibu I. Geraju maščevala za zavzetje Astrahana. V veliki in hudi bitki v bližini Perekopa so Tatari, oboroženi z mušketami in topovi, obkolili in popolnoma porazili Nogajce. Sahib Geraj   je ukazal ubiti številne ujetnike.
Sredi 16. stoletja je Nogajska horda doživela katastrofo. Zaradi različne politične usmeritve ulusov so se začeli notranji spori, ki so postopoma privedli do razpada Nogajske horde na Veliko in Malo Nogajsko hordo ter druge države. Tako je bila leta 1555 ob reki Embi ustanovljena ločena Altjulska horda, ki je obsegala ozemlje med rekami Jajk, Emba in Sir Darja. Leta 1556 je horda zelo trpela zaradi lakote. 

### Velika Nogajska horda
Leta 1557 je beg Nogajske Horde Ismail postal vazal Ivana Groznega. S tem v zvezi je bila Nogajska horda razdeljena na Veliko Nogajsko hordo (Veliki Nogaj) v stepah vzhodno od Volge in Malo Nogajsko hordo (Mali Nogaj, Kazijev ulus ali Kubanska horda), ki ni želela priznati suverenost Moskve in se je pod vodstvom Kazija mirze preselila na zahod v Priazovje  in Kuban. Diplomat Svetega rimskega cesarstva Žiga Herberstein je na svojem zemljevidu Moskovije, objavljenem leta 1549, umestil Nogajske Tatare na oba bregova spodnje Volge. 
Leta 1577 je Sarajčik, glavno mesto horde,  zavzela ruska vojska kneza Serebrjana, kar pa ni pomenilo konca Nogajske horde. Propad horde kot samostojne entitete so povzročili neskončni notranji nemiri.
Tekmeci Nogajske horde so izkoristili nastal šibkost države. V začetku 17. stoletja so se ob obeh bregovih Jaika do Volge naselili Kalmiki, ki so v letih 1628–1630 pod vodstvom Ho-Urlika napadli Veliko Nogajsko hordo in zasedli ozemlje med Volgo in Jaikom. Leta 1634 so Kalmiki znova napadli Veliko Nogajsko Hordo in jo premagali ter iztrebili nekaj plemen. Ostanki Velikih Nogajcev so se postopoma zlili s Kazahi in Karakalpaki in bili delno prisiljeni preseliti se na desni breg Volge in v Malo Nogajsko Hordo. Nazadnje so se preselili na severni Kavkaz.

## Oborožene sile
Ker je bilo skoraj celotno prebivalstvo horde nomadsko, je večino vojske tvorila konjenica, predvsem lahka konjenica, primerna za dolge pohode in napade iz zasede.  Najbolj izurjeni za boj so bili osebni stražarji kanov Zlate horde in nato begov Nogajske horde ter čete apanažnih mirz in begov, ki so jih poklicali v primeru vojne ali druge nuje. Ker horda ni imela obrtniško razvitih mest, so orožje uvažali predvsem iz Buhare in Samarkanda. Število vojakov je lahko doseglo 300 tisoč mož.

## Gospodarstvo
Osnova nogajskega gospodarstva sta bili nomadska živinoreja (konji, ovce, govedo in kamele) in tranzitna trgovina. Medtem ko je prebivalstvo držav naslednic Zlate horde večinoma prešlo na stalni način življenja, je bilo gospodarstvo Nogajske horde še vedno predvsem nomadsko. Na ozemlju te države je bilo samo eno mesto, Sarajčik, ki so ga podedoval od Zlate horde. Sarajčik je zaradi stalnih vpadov volških kozakov že izgubil svoj nekdanji pomen velikega trgovskega središča in je kmalu prenehal igrati kakšno pomembno gospodarsko vlogo. 
Horda je bila razdeljena na več samoupravnih ulusov, ki so jih vodili mirze. Mirze so  bili podrejeni begu, ki je vladal s pomočjo nuredina (tudi nur-ad-din). V 16. stoletju je selitev Nogajcev na zahodni breg Volge privedla do ločitve Male Nogajske horde od Nogajske horde. Med zahodnimi Nogajci je najvišji naziv postal sultan.